# Raimo Hirvonen
Raimo Olavi Hirvonen (ur. 17 stycznia 1950 w Helsinkach) – fiński zapaśnik walczący w stylu klasycznym. Olimpijczyk z Monachium 1972, gdzie zajął czwarte miejsce w kategorii 48 kg.
Piąty na mistrzostwach świata w 1970. Czwarty na mistrzostwach Europy w 1973. Czterokrotny medalista mistrzostw nordyckich w latach 1969 - 1975 roku.